# Nyaight of the Living Cat
Nyaight of the Living Cat (ニャイト・オブ・ザ・リビングキャット Nyaito obu za Ribingu Kyatto?), es una serie de manga japonesa escrita por Hawkman e ilustrada por Mecha-Roots. Se publica en la revista Monthly Comic Garden de Mag Garden desde octubre de 2020. Una adaptación televisiva de anime producida por OLM se estrenó en julio de 2025.

## Argumento
Se ha propagado un virus misterioso que hace que las personas se transformen en gatos cuando se acurrucan con estos animales felinos. El protagonista, Kunagi, debe luchar contra su impulso de acurrucarse con los gatos para sobrevivir en este mundo extraño y loco.

## Personajes
Kunagi (クナギ?)
 Seiyū: Masaaki Mizunaka, Marisol Romero (español latino)
Kaoru (カオル?)
 Seiyū: Reina Ueda, Emmanuel Bernal (español latino)
Arata (アラタ?)
 Seiyū: Reiji Kawashima, Diego Becerril (español latino)
Tsutsumi (ツツミ?)
 Seiyū: Yū Serizawa, Erika Ugalde (español latino)
Ren (レン?)
 Seiyū: Subaru Kimura
Masaki (マサキ?)
 Seiyū: Yoshiki Nakajima
Tanishi (タニシ?)
 Seiyū: Hiroki Yasumoto, Dafnis Fernandez (español latino)
Gaku (ガク?)
 Seiyū: Ryōta Takeuchi, Manuel Campuzano (español latino)
Abuela (グランマ Guranma?)
 Seiyū: Tomoko Miyadera
Keisuke (ケイスケ?)
 Seiyū: Kazuyuki Okitsu
Suō (スオウ?)
 Seiyū: Atsumi Tanezaki
Mitsuru (ミツル?)
 Seiyū: Satoshi Tsuruoka
Kōji (コウジ?)
 Seiyū: Hiroshi Naka
Gunslinger (ガンスリンガー Gansuringā?)
 Seiyū: Toshiyuki Morikawa
Ultimo Samurai (ラストサムライ Rasuto Samurai?)
Máquina traductora del lenguaje de los gatos (翻訳機 Honyaku-ki?)
 Seiyū: Tesshō Genda

## Contenido de la obra

### Manga
Nyaight of the Living Cat está escrita por Hawkman e ilustrada por Mecha-Roots y comenzó en el Monthly Comic Garden de Mag Garden el 5 de octubre de 2020. Sus capítulos se han recopilado en volúmenes tankōbon individuales, y el primero se lanzó el 10 de mayo de 2021. Al 22 de febrero de 2024, se han lanzado cinco volúmenes.
| Volúmenes de manga publicados | Volúmenes de manga publicados | Volúmenes de manga publicados |
| Número                        | Fecha de lanzamiento          | ISBN                          |
| ----------------------------- | ----------------------------- | ----------------------------- |
| 1                             | 10 de mayo de 2021            | ISBN 978-4-8000-1087-2        |
| 2                             | 22 de febrero de 2022         | ISBN 978-4-8000-1181-7        |
| 3                             | 10 de noviembre de 2022       | ISBN 978-4-8000-1264-7        |
| 4                             | 10 de julio de 2023           | ISBN 978-4-8000-1351-4        |
| 5                             | 22 de febrero de 2024         | ISBN 978-4-8000-1427-6        |

### Anime
El 22 de febrero de 2024 (el Día Nacional del Gato), se anunció una adaptación televisiva de la serie de anime. Será producida por OLM con Slow Curve y Sony Pictures Television a cargo de la planificación y producción. La serie será dirigida por Tomohiro Kamitani, con Takashi Miike como director en jefe, Shingo Irie a cargo de los guiones de la serie, Takao Maki a cargo de los diseños de personajes y la música está compuesta por Kōji Endō. La serie se estrenará el 7 de julio de 2025 en TV Tokyo y BS TV Tokyo. El tema principal de la serie es "Nyaight of the Living Cat", de Endō, con Marty Friedman y Heidi Shepherd. El tema de apertura es "Cat City", de The Yellow Monkey, y el tema de cierre es "Matatabi", de Wanima. Crunchyroll obtuvo la licencia de la serie en América del Norte, América Central, América del Sur, Europa, África, Oceanía, Oriente Medio, CEI, Subcontinente indio, Sudeste Asiático, Corea del Sur, Hong Kong y Macao.
El 18 de junio de 2025, se anunció que la serie recibió un doblaje en español latino, el cual se estrenó el 20 de julio.

## Recepción
El manga fue nominado al séptimo premio de Next Manga Award en la categoría de Mejor Manga Impreso en 2021.